# Ли Дон Джун (футболист)
Ли Дон Джун (кор. 이동준; род. 1 февраля 1997, Пусан) — корейский футболист, атакующий полузащитник «Чонбук Хёндэ Моторс», выступающий на правах аренды за «Кимчхон Санму».

## Клубная карьера
В 2017 году, подписал свой первый профессиональный контракт с клубом «Пусан Ай Парк». 25 марта 2017 года в матче против «Пучхон» он дебютировал за клуб. В 2019 году, провёл все матчи в К-Лиге 2, отличившись 13 раз и отдав семь голевых передач.
29 января 2022 года, подписал контракт с немецкой «Гертой» до лета 2025 года. 4 февраля 2022 года в матче против «Бохума» он дебютировал в Бундеслиге.
В декабре 2022 года подписал контракт с клубом «Чонбук Хёндэ Моторс». 25 февраля 2023 года в поединке против «Ульсан Хёндэ» Дон Джун дебютировал за новый клуб. 30 марта 2024 года в матче против того же «Ульсан Хёндэ» он забил дебютный гол за клуб в Кей-лиге.

## Карьера в сборной
В январе 2020 года, принял участие в Чемпионате Азии по футболу среди молодёжных команд, отличившись на групповом этапе турнира в ворота Китая, помог сборной квалифицироваться на Олимпийские игры 2020. За национальную команду, дебютировал 25 марта 2021 года, в товарищеском матче против сборной Японии.
| Матчи Ли Дон Джуна за сборную Республики Кореи | Матчи Ли Дон Джуна за сборную Республики Кореи | Матчи Ли Дон Джуна за сборную Республики Кореи | Матчи Ли Дон Джуна за сборную Республики Кореи | Матчи Ли Дон Джуна за сборную Республики Кореи | Матчи Ли Дон Джуна за сборную Республики Кореи | Матчи Ли Дон Джуна за сборную Республики Кореи |
| №                                              | Дата                                           | Оппонент                                       | Счёт                                           | Голы                                           | Соревнование                                   |                                                |
| ---------------------------------------------- | ---------------------------------------------- | ---------------------------------------------- | ---------------------------------------------- | ---------------------------------------------- | ---------------------------------------------- | ---------------------------------------------- |
| 1                                              | 25 марта 2021                                  | Япония                                         | 3:0                                            | —                                              | Товарищеский матч                              |                                                |
| 2                                              | 7 октября 2021                                 | Сирия                                          | 2:1                                            | —                                              | Отбор ЧМ-2022                                  |                                                |
| 3                                              | 21 января 2022                                 | Молдавия                                       | 4:0                                            | —                                              | Товарищеский матч                              |                                                |
| 4                                              | 1 февраля 2022                                 | Сирия                                          | 4:0                                            | —                                              | Отбор ЧМ-2022                                  |                                                |

## Достижения

#### Личные
- Игрок года К-Лига 2 —2019
- Команда года К-Лига 2 — 2019
- Команда года К-Лиги — 2021

Командные
- Чемпионат Азии по футболу среди молодёжных команд — 2020

## Статистика
| Клуб             | Сезон            | Чемпионат        | Чемпионат | Чемпионат | Кубки | Кубки | Сборная | Сборная | Итого | Итого |
| Клуб             | Сезон            | Дивизион         | Игры      | Голы      | Игры  | Голы  | Игры    | Голы    | Игры  | Голы  |
| ---------------- | ---------------- | ---------------- | --------- | --------- | ----- | ----- | ------- | ------- | ----- | ----- |
| Пусан Ай Парк    | 2017             | К-Лига 2         | 8         | 2         | 4     | 1     | —       | —       | 14    | 3     |
| Пусан Ай Парк    | 2018             | К-Лига 2         | 23        | 4         | 2     | 0     | —       | —       | 27    | 4     |
| Пусан Ай Парк    | 2019             | К-Лига 2         | 37        | 13        | 0     | 0     | —       | —       | 39    | 13    |
| Пусан Ай Парк    | 2020             | К-Лига           | 26        | 5         | 2     | 0     | —       | —       | 28    | 5     |
| Пусан Ай Парк    | Итого            | Итого            | 94        | 24        | 8     | 1     | —       | —       | 108   | 25    |
| Ульсан Хёндэ     | 2021             | К-Лига           | 32        | 11        | 2     | 1     | 1       | 0       | 37    | 12    |
| Герта            | 2021/22          | Бундеслига       | 4         | 0         | 0     | 0     | —       | —       | 4     | 0     |
| Итого за карьеру | Итого за карьеру | Итого за карьеру | 130       | 35        | 10    | 2     | 1       | 0       | 149   | 37    |

1. ↑  Лига Чемпионов АФК